# Copa del Món de ciclisme en pista de 2004-2005
La Copa del Món de ciclisme en pista de 2004-2005 va ser la 13a edició de la Copa del Món de ciclisme en pista. Es va celebrar del 5 de novembre de 2004 al 20 de febrer de 2005 amb la disputa de quatre proves.

## Proves
| Data                | Lloc        |
| ------------------- | ----------- |
| 5-7 novembre 2004   | Moscou      |
| 10-12 desembre 2004 | Los Angeles |
| 7-9 gener 2005      | Manchester  |
| 18-20 febrer 2005   | Sydney      |

## Resultats

### Masculins
| Event                 | Guanyador                                                                          | Segon                                                                              | Tercer                                                                             |
| Moscou                | Moscou                                                                             | Moscou                                                                             | Moscou                                                                             |
| --------------------- | ---------------------------------------------------------------------------------- | ---------------------------------------------------------------------------------- | ---------------------------------------------------------------------------------- |
| Keirin                | Sergiy Ruban (RUS)                                                                 | Grégory Baugé (FRA)                                                                | Ivan Vrba (CZE)                                                                    |
| Quilòmetre            | Jason Queally (GBR)                                                                | Sören Lausberg (GER)                                                               | Alois Kaňkovský (CZE)                                                              |
| Velocitat             | Sergiy Ruban (RUS)                                                                 | Grégory Baugé (FRA)                                                                | Teun Mulder (NED)                                                                  |
| Velocitat per equips  | Alemanya · Sören Lausberg · Michael Seidenbecher · Jan van Eijden                  | França · Grégory Baugé · Hervé Gané · Matthieu Mandard                             | Rússia · Dmitriy Leopold · Sergey Polynskiy · Sergiy Ruban                         |
| Persecució            | Volodímir Diúdia (UKR)                                                             | Robert Hayles (GBR)                                                                | Jens Mouris (NED)                                                                  |
| Persecució per equips | Ucraïna · Roman Kononenko · Volodímir Diúdia · Vitali Popkov · Volodímir Zagorodni | Països Baixos · Jens Mouris · Peter Schep · Wim Stroetinga · Niki Terpstra         | Rússia · Serguei Klímov · Anton Mindlin · Alexander Serov · Nikolai Trússov        |
| Puntuació             | Peter Schep (NED)                                                                  | Petr Lazar (CZE)                                                                   | Luis Fernando Sepúlveda (CHI)                                                      |
| Scratch               | James Carney (EUA)                                                                 | Geraint Thomas (GBR)                                                               | Matthew Gilmore (BEL)                                                              |
| Madison               | Bèlgica · Matthew Gilmore · Iljo Keisse                                            | República Txeca · Martin Bláha · Petr Lazar                                        | Eslovàquia · Martin Liska · Jozef Zabka                                            |
| Los Angeles           |                                                                                    |                                                                                    |                                                                                    |
| Keirin                | Teun Mulder (NED)                                                                  | Arnaud Tournant (FRA)                                                              | José Antonio Villanueva (ESP)                                                      |
| Quilòmetre            | Theo Bos (NED)                                                                     | Jason Queally (GBR)                                                                | Ben Kersten (AUS)                                                                  |
| Velocitat             | Mickaël Bourgain (FRA)                                                             | Arnaud Tournant (FRA)                                                              | Kazuya Narita (JPN)                                                                |
| Velocitat per equips  | Països Baixos · Theo Bos · Teun Mulder · Tim Veldt                                 | Alemanya · Carsten Bergemann · Matthias John · Stefan Nimke                        | França · Mickaël Bourgain · Didier Henriette · Arnaud Tournant                     |
| Persecució            | Robert Bartko (GER)                                                                | Mikhaïl Ignàtiev (RUS)                                                             | Sergi Escobar (ESP)                                                                |
| Persecució per equips | Alemanya · Robert Bartko · Robert Bengsch · Henning Bommel · Leif Lampater         | Nova Zelanda · Jason Allen · Peter Latham · Timothy Gudsell · Marc Ryan            | Ucraïna · Roman Kononenko · Volodímir Diúdia · Vitali Popkov · Volodímir Zagorodni |
| Puntuació             | Mikhaïl Ignàtiev (RUS)                                                             | Colby Pearce (EUA)                                                                 | Chris Newton (GBR)                                                                 |
| Scratch               | Alex Rasmussen (DEN)                                                               | Siarhei Daubniuk (BLR)                                                             | José Medina (CHI)                                                                  |
| Madison               | Alemanya · Robert Bartko · Leif Lampater                                           | República Txeca · Martin Bláha · Petr Lazar                                        | Rússia · Mikhaïl Ignàtiev · Nikolai Trússov                                        |
| Manchester            |                                                                                    |                                                                                    |                                                                                    |
| Keirin                | René Wolff (GER)                                                                   | Mickaël Bourgain (FRA)                                                             | Shane Kelly (AUS)                                                                  |
| Quilòmetre            | Chris Hoy (GBR)                                                                    | Ben Kersten (AUS)                                                                  | Stefan Nimke (GER)                                                                 |
| Velocitat             | Mickaël Bourgain (FRA)                                                             | Lukasz Kwiatkowski (POL)                                                           | José Antonio Villanueva (ESP)                                                      |
| Velocitat per equips  | Regne Unit · Chris Hoy · Craig MacLean · Jason Queally                             | Polònia · Lukasz Kwiatkowski · Rafa Furman · Damian Zieliński                      | Japó · Kazuya Narita · Yusho Oikawa · Kazunari Watanabe                            |
| Persecució            | Sergi Escobar (ESP)                                                                | Robert Hayles (GBR)                                                                | Levi Heimans (NED)                                                                 |
| Persecució per equips | Regne Unit · Steven Cummings · Robert Hayles · Paul Manning · Chris Newton         | Espanya · Carlos Castaño · Guillermo Ferrer García · Asier Maeztu · Carles Torrent | Alemanya · Christian Bach · Robert Bengsch · Henning Bommel · Leif Lampater        |
| Puntuació             | Vassil Kirienka (BLR)                                                              | Nikita Eskov (RUS)                                                                 | Colby Pearce (EUA)                                                                 |
| Scratch               | Jérôme Neuville (FRA)                                                              | Volodímir Ribin (UKR)                                                              | Ioánnis Tamourídis (GRE)                                                           |
| Madison               | França · Andy Flickinger · Jérôme Neuville                                         | Bèlgica · Kenny De Ketele · Wouter Van Mechelen                                    | Alemanya · Andreas Müller · Leif Lampater                                          |
| Sydney                |                                                                                    |                                                                                    |                                                                                    |
| Keirin                | Theo Bos (NED)                                                                     | Laurent Gané (FRA)                                                                 | Pavel Buráň (CZE)                                                                  |
| Quilòmetre            | Ben Kersten (AUS)                                                                  | Tim Veldt (NED)                                                                    | François Pervis (FRA)                                                              |
| Velocitat             | Theo Bos (NED)                                                                     | Jobie Dajka (AUS)                                                                  | Arnaud Tournant (FRA)                                                              |
| Velocitat per equips  | França · Grégory Baugé · Arnaud Tournant · François Pervis                         | Japó · Kazuya Narita · Yusho Oikawa · Kazunari Watanabe                            | Austràlia · Jobie Dajka · Joel Leonard · Ben Kersten                               |
| Persecució            | Levi Heimans (NED)                                                                 | Edward Clancy (GBR)                                                                | Ivan Kovaliov (RUS)                                                                |
| Persecució per equips | Nova Zelanda · Jason Allen · Hayden Godfrey · Gregory Henderson · Marc Ryan        | Regne Unit · Edward Clancy · Matthew Brammeier · Andrew Tennant · Tom White        | Austràlia · Richard England · Sean Finning · Matthew Goss · Miles Olman            |
| Puntuació             | Volodímir Ribin (UKR)                                                              | Ioánnis Tamourídis (GRE)                                                           | Sean Finning (AUS)                                                                 |
| Scratch               | Wim Stroetinga (NED)                                                               | Alex Rasmussen (DEN)                                                               | Gregory Henderson (AUS)                                                            |
| Madison               | Ucraïna · Dmytro Grabovskyy · Volodímir Ribin                                      | Dinamarca · Michael Mørkøv · Alex Rasmussen                                        | Regne Unit · Mark Cavendish · Tom White                                            |

### Femenins
| Event                 | Guanyadora                  | Segona                   | Tercera                     |
| Moscou                | Moscou                      | Moscou                   | Moscou                      |
| --------------------- | --------------------------- | ------------------------ | --------------------------- |
| Keirin                | Susan Panzer (GER)          | Tamil·la Abàssova (RUS)  | Christin Muche (GER)        |
| 500 m. contrarellotge | Tamil·la Abàssova (RUS)     | Yvonne Hijgenaar (NED)   | Elisa Frisoni (ITA)         |
| Velocitat             | Tamil·la Abàssova (RUS)     | Tian Fang (CHN)          | Christin Muche (GER)        |
| Persecució            | Oxana Kostenko (RUS)        | Lyudmyla Vypyraylo (UKR) | Marlijn Binnendijk (NED)    |
| Puntuació             | Lyudmyla Vypyraylo (UKR)    | Rebecca Bertolo (ITA)    | Apollinaria Bakova (RUS)    |
| Scratch               | Apollinaria Bakova (RUS)    | Oxana Kostenko (RUS)     | Annalisa Cucinotta (ITA)    |
| Los Angeles           |                             |                          |                             |
| Keirin                | Victoria Pendleton (GBR)    | Anna Meares (AUS)        | Natàl·lia Tsilínskaia (BLR) |
| 500 m. contrarellotge | Natàl·lia Tsilínskaia (BLR) | Elisa Frisoni (ITA)      | Yvonne Hijgenaar (NED)      |
| Velocitat             | Natàl·lia Tsilínskaia (BLR) | Tamil·la Abàssova (RUS)  | Elisa Frisoni (ITA)         |
| Persecució            | Katie Mactier (AUS)         | Emma Davies (GBR)        | Elena Tchalykh (RUS)        |
| Puntuació             | Erin Mirabella (EUA)        | Alexis Rhodes (AUS)      | Adrie Visser (NED)          |
| Scratch               | Yulia Arustamova (RUS)      | Eleonora Soldo (ITA)     | Emma Davies (GBR)           |
| Manchester            |                             |                          |                             |
| Keirin                | Natàl·lia Tsilínskaia (BLR) | Susan Panzer (GER)       | Jennie Reed (EUA)           |
| 500 m. contrarellotge | Tamil·la Abàssova (RUS)     | Victoria Pendleton (GBR) | Elisa Frisoni (ITA)         |
| Velocitat             | Christin Muche (GER)        | Victoria Pendleton (GBR) | Tamil·la Abàssova (RUS)     |
| Persecució            | Katherine Bates (AUS)       | Emma Davies (GBR)        | Karin Thürig (SUI)          |
| Puntuació             | Katherine Bates (AUS)       | Vera Carrara (ITA)       | Alexis Rhodes (AUS)         |
| Scratch               | Katherine Bates (AUS)       | Rebecca Quinn (EUA)      | Virginie Moinard (FRA)      |
| Sydney                |                             |                          |                             |
| Keirin                | Anna Meares (AUS)           | Guo Shuang (CHN)         | Jennie Reed (EUA)           |
| 500 m. contrarellotge | Yvonne Hijgenaar (NED)      | Elisa Frisoni (ITA)      | Lori-Ann Muenzer (CAN)      |
| Velocitat             | Anna Meares (AUS)           | Guo Shuang (CHN)         | Yvonne Hijgenaar (NED)      |
| Persecució            | Marlijn Binnendijk (NED)    | Dale Tye (NZL)           | Tatsiana Sharakova (BLR)    |
| Puntuació             | Rochelle Gilmore (AUS)      | Giorgia Bronzini (ITA)   | Yun Mei Wu (CHN)            |
| Scratch               | Annalisa Cucinotta (ITA)    | Katherine Bates (AUS)    | Catherine Sell (NZL)        |

## Classificacions

### Països
| Rang | País/Equip    | Moscou | Los Angeles | Manchester | Sydney | Total |
| ---- | ------------- | ------ | ----------- | ---------- | ------ | ----- |
| 1    | Països Baixos | 95     | 89          | 56         | 120    | 360   |
| 2    | Rússia        | 127    | 86          | 78         | 33     | 324   |
| 3    | Regne Unit    | 71     | 75          | 101        | 50     | 297   |
| 4    | Austràlia     | 8      | 64          | 77         | 132    | 281   |
| 5    | Alemanya      | 88     | 74          | 88         | 21     | 271   |
| 6    | França        | 54     | 62          | 80         | 45     | 241   |
| 7    | Itàlia        | 59     | 38          | 49         | 67     | 213   |
| 8    | Ucraïna       | 76     | 47          | 35         | 29     | 187   |
| 9    | Estats Units  | 34     | 53          | 37         | 41     | 165   |
| 10   | Nova Zelanda  | -      | 46          | 19         | 64     | 129   |

### Masculins
| Pos. | Ciclista                | Mos | LAn | Man | Syd | Pts |
| 1.   | Andriy Vynokourov       | 4   | 7   | 7   |     | 19  |
| 2.   | Sergiy Ruban            | 12  |     | 5   |     | 17  |
| 3.   | José Antonio Villanueva | 7   | 8   |     |     | 17  |
| 4.   | Theo Bos                |     |     |     | 12  | 12  |
| 5.   | René Wolff              |     |     | 12  |     | 12  |

| Pos. | Ciclista        | Mos | LAn | Man | Syd | Pts |
| 1.   | Ben Kersten     |     | 8   | 10  | 12  | 30  |
| 2.   | Jason Queally   | 12  | 10  |     |     | 22  |
| 3.   | Tim Veldt       |     |     | 6   | 10  | 16  |
| 4.   | Alois Kaňkovský | 8   |     | 7   |     | 15  |
| 5.   | Yusho Oikawa    | 2   | 4   | 1   | 6   | 13  |

| Pos. | Ciclista         | Mos | LAn | Man | Syd | Pts |
| 1.   | Mickaël Bourgain |     | 12  | 12  |     | 24  |
| 2.   | Grégory Baugé    | 10  |     | 7   | 7   | 24  |
| 3.   | Arnaud Tournant  |     | 10  |     | 8   | 18  |
| 4.   | Kazuya Narita    | 7   | 8   |     | 1   | 16  |
| 5.   | Jobie Dajka      |     |     | 4   | 10  | 14  |

| Pos. | Ciclista             | Mos | LAn | Man | Syd | Pts |
| 1.   | Levi Heimans         |     |     | 8   | 12  | 20  |
| 2.   | Sergi Escobar        |     | 8   | 12  |     | 20  |
| 3.   | Robert Hayles        | 10  |     | 10  |     | 20  |
| 4.   | Volodímir Diúdia     | 12  | 5   |     |     | 17  |
| 5.   | Alessandro Mazzolani | 5   |     | 5   | 7   | 17  |

| Pos. | Equip     | Mos | LAn | Man | Syd | Pts |
| 1.   | França    | 10  | 8   |     | 12  | 30  |
| 2.   | Japó      |     | 7   | 8   | 10  | 25  |
| 3.   | Alemanya  | 12  | 10  |     |     | 22  |
| 4.   | Polònia   | 6   | 5   | 10  |     | 21  |
| 5.   | Austràlia |     | 6   | 7   | 8   | 21  |

| Pos. | Equip        | Mos | LAn | Man | Syd | Pts |
| 1.   | Regne Unit   | 5   |     | 12  | 10  | 27  |
| 2.   | Alemanya     | 7   | 12  | 8   |     | 27  |
| 3.   | Rússia       | 8   | 6   | 6   | 7   | 27  |
| 4.   | Nova Zelanda |     | 10  | 4   | 12  | 26  |
| 5.   | Ucraïna      | 12  | 8   | 3   |     | 23  |

| Pos. | Ciclista          | Mos | LAn | Man | Syd | Pts |
| 1.   | Alex Rasmussen    |     | 12  | 7   | 10  | 29  |
| 2.   | Wim Stroetinga    |     | 6   | 4   | 12  | 22  |
| 3.   | James Carney      | 12  |     |     | 4   | 16  |
| 4.   | Jérôme Neuville   |     |     | 12  |     | 12  |
| 5.   | Gregory Henderson |     | 4   |     | 8   | 12  |

| Pos. | Ciclista | Mos | LAn | Man | Syd | Pts |
| 1.   | Txèquia  | 10  | 10  | 4   |     | 24  |
| 2.   | Bèlgica  | 12  |     | 10  |     | 22  |
| 3.   | Ucraïna  | 6   | 4   |     | 12  | 22  |
| 4.   | Alemanya |     | 12  | 8   |     | 20  |
| 5.   | França   | 7   |     | 12  |     | 19  |

#### Puntuació
| Pos. | Ciclista         | Mos | LAn | Man | Syd | Pts |
| 1.   | Mikhaïl Ignàtiev | 6   | 12  |     |     | 18  |
| 2.   | Colby Pierce     |     | 10  | 8   |     | 18  |
| 3.   | Sergi Escobar    |     | 6   | 7   |     | 13  |
| 4.   | Volodímir Ribin  |     |     |     | 12  | 12  |
| 5.   | Vassil Kirienka  |     |     | 12  |     | 12  |

### Femenins
| Pos. | Ciclista              | Mos | LAn | Man | Syd | Pts |
| 1.   | Anna Meares           |     | 10  |     | 12  | 22  |
| 2.   | Susan Panzer          | 12  |     | 10  |     | 22  |
| 3.   | Elisa Frisoni         | 7   | 4   | 6   | 5   | 22  |
| 4.   | Jennie Reed           |     | 5   | 8   | 8   | 21  |
| 5.   | Natàl·lia Tsilínskaia |     | 8   | 12  |     | 20  |

| Pos. | Ciclista              | Mos | LAn | Man | Syd | Pts |
| 1.   | Elisa Frisoni         | 8   | 10  | 8   | 10  | 36  |
| 2.   | Tamil·la Abàssova     | 12  | 7   | 12  |     | 31  |
| 3.   | Yvonne Hijgenaar      | 10  | 8   |     | 12  | 30  |
| 4.   | Natàl·lia Tsilínskaia |     | 12  | 7   |     | 19  |
| 5.   | Victoria Pendleton    | 6   | 2   | 10  |     | 18  |

| Pos. | Ciclista          | Mos | LAn | Man | Syd | Pts |
| 1.   | Tamil·la Abàssova | 12  | 10  | 8   |     | 30  |
| 2.   | Elisa Frisoni     | 6   | 8   | 7   | 4   | 25  |
| 3.   | Yvonne Hijgenaar  | 7   | 3   | 4   | 8   | 22  |
| 4.   | Christin Muche    | 8   |     | 12  |     | 20  |
| 5.   | Anna Meares       |     | 7   |     | 12  | 19  |

| Pos. | Ciclista           | Mos | LAn | Man | Syd | Pts |
| 1.   | Lyudmyla Vypyraylo | 10  | 6   | 5   |     | 21  |
| 2.   | Marlijn Binnendijk | 8   |     |     | 12  | 20  |
| 3.   | Emma Davies        |     | 10  | 10  |     | 20  |
| 4.   | Dale Tye           |     | 4   |     | 10  | 14  |
| 5.   | Tatsiana Sharakova |     |     | 6   | 8   | 14  |

| Pos. | Ciclista           | Mos | LAn | Man | Syd | Pts |
| 1.   | Lyudmyla Vypyraylo | 12  | 7   | 7   |     | 26  |
| 2.   | Alexis Rhodes      |     | 10  | 8   |     | 18  |
| 3.   | Giorgia Bronzini   |     | 6   |     | 10  | 16  |
| 4.   | Marlijn Binnendijk | 5   |     | 4   | 5   | 14  |
| 5.   | Rochelle Gilmore   |     |     |     | 12  | 12  |

| Pos. | Ciclista           | Mos | LAn | Man | Syd | Pts |
| 1.   | Katherine Bates    |     |     | 12  | 10  | 22  |
| 2.   | Annalisa Cucinotta | 8   |     |     | 12  | 20  |
| 3.   | Yulia Arustamova   |     | 12  | 4   |     | 16  |
| 4.   | Rebecca Quinn      |     | 4   | 10  |     | 14  |
| 5.   | Catherine Sell     |     | 1   | 5   | 8   | 14  |